# Pik

Grafische Darstellung einer Pik-8-Spielkarte

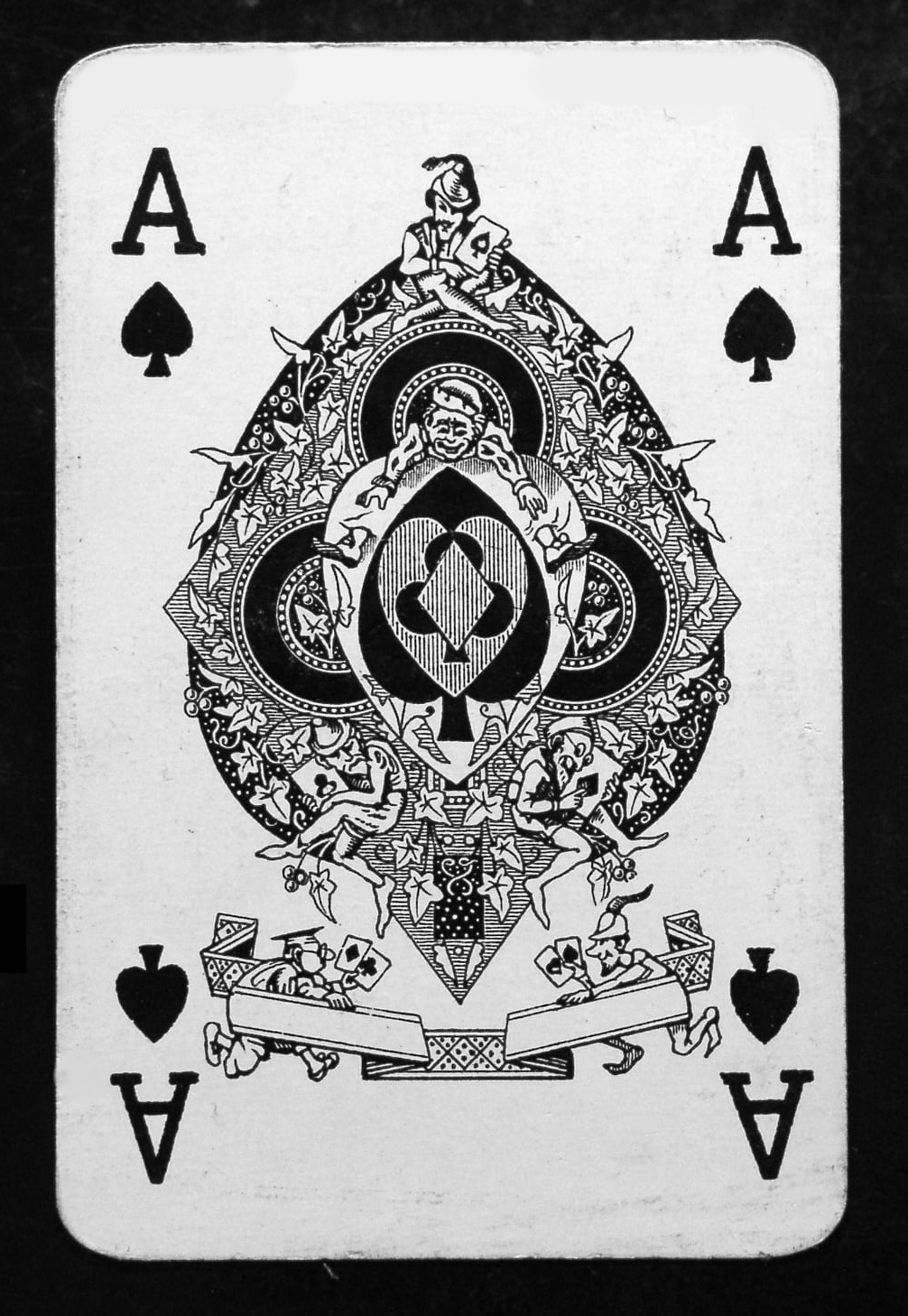
Ein dekorativ verziertes Pik-Ass aus einem deutschen Kartensatz (französisches Blatt) der 1920er-Jahre

Pik – französisch Pique (Spitze) und englisch Spades (Spaten) – grafische Darstellung in Schwarz  oder Grün  (im Vierfarbenblatt) ist eine Spielkartenfarbe im französischen Blatt. Die grafische Form besteht aus einem auf dem Kopf stehenden Herz-Symbol mit einem unten mittig angesetzten Stiel und – in moderneren Darstellungen – einer breiten Serife als Fuß. Dieses Symbol wird regional und international unterschiedlich als Speerspitze, als das Blatt einer Schaufel oder als Laubblatt interpretiert.
Die Farbe Pik ist in einigen Stichspielen, zum Beispiel beim Skat, im Poker und beim Doppelkopf die zweit-ranghöchste, im Kartenspiel Bridge die ranghöchste Farbe. In mindestens einer Variante des Kartenspiels Doppelkopf ist die Pik-Dame die ranghöchste Karte.

## Varianten
Das grafische Symbol und damit die Spielkartenfarbe haben sowohl regional als auch international unterschiedliche semiotische Bedeutungen und semantische Bezeichnungen. Als Pik bezeichnet ist das Symbol die piktografische Darstellung der Spitze eines Spießes, genauer einer Pike, historische Stichwaffe von Fußsoldaten (Pikeniere). In der deutschsprachigen Schweiz werden die Kartenfarbe und deren Symbol jedoch auch Schuufle (Schweizerdeutsch für Schaufel) und in manchen deutschen Gegenden, zum Beispiel im Rheinland, auch Schüppe/Schippe (ebenfalls Schaufel) genannt. Im deutschen Blatt entspricht dem Pik die Kartenfarbe Laub  beziehungsweise Grün, Blatt oder Schippen, in Bayern auch Gras genannt.

## Wortherkunft, Etymologie
Das Wort Pik stammt vom französischen pique ab, auf Deutsch Spitze, Spieß oder Lanze. Verwandte Wörter im Deutschen sind das Nomen Pieks/Piekser und das Verb pieksen als umgangssprachliche Ausdrücke für Stich beziehungsweise Stechen (vgl. die bei Kartenspielen verbreitete Redewendung „stechen/einen Stich machen“ für einen gewonnenen Spielzug). Eine sprachübergreifend etymologische Verwandtschaft mit dem rätoromanischen und lombardischen Wort Piz für Bergspitze oder Gipfel sowie mit dem englischen Wort für Gipfel und Spitze, peak, dessen Aussprache identisch mit der von Pik ist, kann vermutet werden. In einer Redensart steht Pik auch für Groll. 

## Zeichencodierung
Das Zeichen ♠ ist bereits im Computerzeichensatz CP437 und damit auch in der WGL4 enthalten. In Unicode ist ein schwarzes ♠ und ein weißes ♤ Pik definiert:
| Zeichen | Unicode                 | Entität in HTML       |
| ------- | ----------------------- | --------------------- |
| ♠       | U+2660 BLACK SPADE SUIT | &#9824; oder &spades; |
| ♤       | U+2664 WHITE SPADE SUIT | &#9828;               |